# Paepalanthus neopulvinatus
Paepalanthus neopulvinatus är en gräsväxtart som beskrevs av Harold Norman Moldenke. Paepalanthus neopulvinatus ingår i släktet Paepalanthus och familjen Eriocaulaceae. Inga underarter finns listade i Catalogue of Life.